# Vườn quốc gia Pongara
Vườn quốc gia Pongara là một vườn quốc gia nằm ở phía nam của cửa sông Gabon, gần thủ đô Libreville. Được thành lập vào năm 2002 với diện tích 929 km², nó bảo vệ những khu rừng nhiệt đới ẩm và rừng ngập mặn ven biển.

## Mô tả
Vườn quốc gia này có diện tích 96.302 hécta (371,82 dặm vuông Anh) nằm ở phía nam cửa sông Gabon. Khu vực này chủ yếu là rừng bao gồm rừng ngập mặn, rừng đầm lầy, rừng ven sông và rừng ngập nước theo mùa. Ngoài ra, tại đây còn có một khu vực bãi biển đầy cát và một số xavan đầy cỏ. Một số con sông chảy qua vườn quốc gia đổ vào cửa sông Gabon bao gồm sông Remboué, Igombiné và Gomgoué.
Đáng chú ý nhất tại đây là những cánh rừng ngập mặn là nơi sinh trưởng của những cây mắm, ráng đại và đước đôi. Khu vực này có người sinh sống từ thời kỳ đồ đá mới với những hoạt động như săn bắn, đánh cá, khai thác gỗ.
Về động vật, những cánh rừng nhiệt đới ẩm là môi trường sinh sống của voi châu Phi, khỉ đột, khỉ, trâu rừng châu Phi, linh dương hoẵng, tinh tinh. Khu vực cửa sông có sự xuất hiện của đồi mồi dứa, vích trong khi các bãi biển là nơi làm tổ của rùa da. Một tổ chức bảo tồn địa phương giám sát những con rùa da cái khi chúng lên bờ đẻ trứng, gắn số hiệu, bảo vệ tổ, vận hành trại giống và cung cấp giáo dục sinh thái cho người dân địa phương. Nhiều loài chim di cư ghé thăm cửa sông với khoảng 10.000 cá thể.